# Kasumiphylus
Kasumiphylus is een geslacht van wantsen uit de familie van de Miridae (Blindwantsen). Het geslacht werd voor het eerst wetenschappelijk beschreven door Schwartz & Stonedahl in 2004.

## Soorten
Het genus bevat de volgende soorten:

- Kasumiphylus kyushuensis (Linnavuori, 1961)
- Kasumiphylus ryukyuensis (Yasunaga, 1999)